# Andrena impuncta
Andrena impuncta là một loài Hymenoptera trong họ Andrenidae. Loài này được Kirby mô tả khoa học năm 1837.